# Ondřej Novák
Ondřej Novák (* 30. srpna 1985 Praha) je český herec. Je držitelem Ceny Jiřího Adamíry za rok 2009.

## Osobní život
V roce 2005 odmaturoval na Gymnáziu Elišky Krásnohorské na Praze 4. Poté studoval činoherní herectví na DAMU. Studium herectví absolvoval ve školním divadle DISK rolemi Kryštofa (Tom Stoppard: Na flámu), Cestovatele (V. Nezval/M. Samec: Svět kolem ní), Dietmara (M. von Mayenburg: Turista) a Castruchia (John Webster: Vévodkyně z Amalfi). Za absolventskou sezónu 2008/2009 obdržel Cenu Jiřího Adamíry.
Během studií spolupracoval mimo jiné s divadlem Letí, které uvedlo v roce 2008 kontroverzní hru britského dramatika Marka Ravenhilla Domeček pro buzničky (u Matky Kapavky) s Ondřejem Novákem v hlavní roli.
V roce 2009 založil spolu se Šimonem Dominikem, Pavlem Krylem, Martinem Severýnem a Karlem Čapkem Divadlo NaHraně, kde také účinkoval v inscenacích Mesiáš, Slyšet hlasy, Pravý inspektor Hound, Lup a Romeo a Julie a co jako?. V současnosti je v Divadle NaHraně k vidění v inscenaci Největší příběh všech dob.
V letech 2007 až 2011 vystudoval na Fakultě sociálních věd Univerzity Karlovy obor Žurnalistika.
Od ledna 2011 do dubna 2011 absolvoval studijní pobyt v rámci programu Erasmus na Napier University ve skotském Edinburghu.
Od ledna 2013 je Ondřej Novák členem hereckého souboru Městského divadla Kladno. Je zde k vidění v inscenacích Vinnetou, Miláček, Marie Antoinetta, Vražda na Nilu, Jentl a Brémská svoboda.

## Filmografie
| Rok  | Název                                | Role          | Poznámky                      |
| ---- | ------------------------------------ | ------------- | ----------------------------- |
| 2008 | Kouzla králů                         | voják         |                               |
| 2008 | Ordinace v růžové zahradě            | David Šohájek | televizní seriál              |
| 2009 | Případ nevěrné Kláry                 | gigolo        |                               |
| 2009 | Tajemství dešťového pokladu          | Matěj         |                               |
| 2010 | Runway                               | Míla          | studentský film               |
| 2011 | Lidice                               | Karel Šíma    |                               |
| 2011 | Micimutr                             | loutkář Vítek |                               |
| 2011 | Faust                                | student       |                               |
| 2012 | Pohřešovaný                          | mladík        | televizní seriál              |
| 2013 | Cyril a Metoděj – Apoštolové Slovanů | Cyril         |                               |
| 2013 | Tři mušketýři                        |               |                               |
| 2014 | Fair Play                            | Tomáš         |                               |
| 2015 | Tonyo                                |               |                               |
| 2015 | Poslední vízum                       | Eurik         | televizní seriál              |
| 2015 | Všechny moje lásky                   |               | televizní seriál, dvě epizody |
| 2016 | Slíbená princezna                    | Natotata      |                               |
| 2017 | Milada                               |               |                               |